# Астреј
Астреј (грч. Ἀστραῖος) је у грчкој митологији био титан.

## Митологија
Представљао је божанство звезда и планета, као и уметности астрологије. Његово име се помиње и у гигантомахији и у титаномахији јер се борио против богова. Био је син титана Крија и Еурибије, Палантов и Персов брат. Са својом супругом, богињом Еојом имао је синове Еуроса, Зефира, Бореја и Нотоса, односно четири ветра, а отац је и Хеосфора и осталих звезда. Према неким изворима, Астреј је са Хемером имао кћер Партенос која је пренесена међу звезде у сазвежђе девице. Према неким ауторима, овај титан је био поистовећен са Аристајем, али и са Силеном. Хомер га је вероватно поистоветио са Еолом.

## Друге личности
- Један од етиопских поглавара, син жене из Сирије, који је био на Кефејевом двору у време борбе између Финеја и Персеја. Према Овидијевим „Метаморфозама“ убио га је Персеј.[3]
- Сатир, Силенов син, који је заповедао Сатирима који су се придружили Дионису у индијском рату.[4]